# Gustaf Källström
Karl Gustaf Källström, född 15 april 1903 i Stuguns församling, Jämtlands län, död 18 augusti 1956 i Spånga kyrkobokföringsdistrikt, Stockholm, var en svensk konstnär och tecknare. 
Han var son till möbelsnickaren Albin Emil Källström och Olga Berglund och från 1932 gift med Lydia Ottilia (Lo) Johansson. Källström utbildade sig vid Hussborgs lantmannaskola i Medelpad och arbetade därefter som parkarbetare på Tullgarn och Drottningholms slottsträdgårdar. Han studerade krokiteckning på sin fritid vid Arbetarnas bildningsförbunds kurser i Stockholm och bedrev självstudier under resor till London, Paris och Rom. Han debuterade med en separatutställning på Galleri Brinken i Stockholm 1955 och har därefter medverkat i ett flertal separat och samlingsutställningar. Hans konst består av stadsbilder från Paris, London och Rom, landskap från Skåne och Norrbottniska fjällmotiv samt impressionistiska teckningar. Källström är representerad vid Gustav VI Adolfs samling och vid Moderna Museet.